# Reginald De Koven

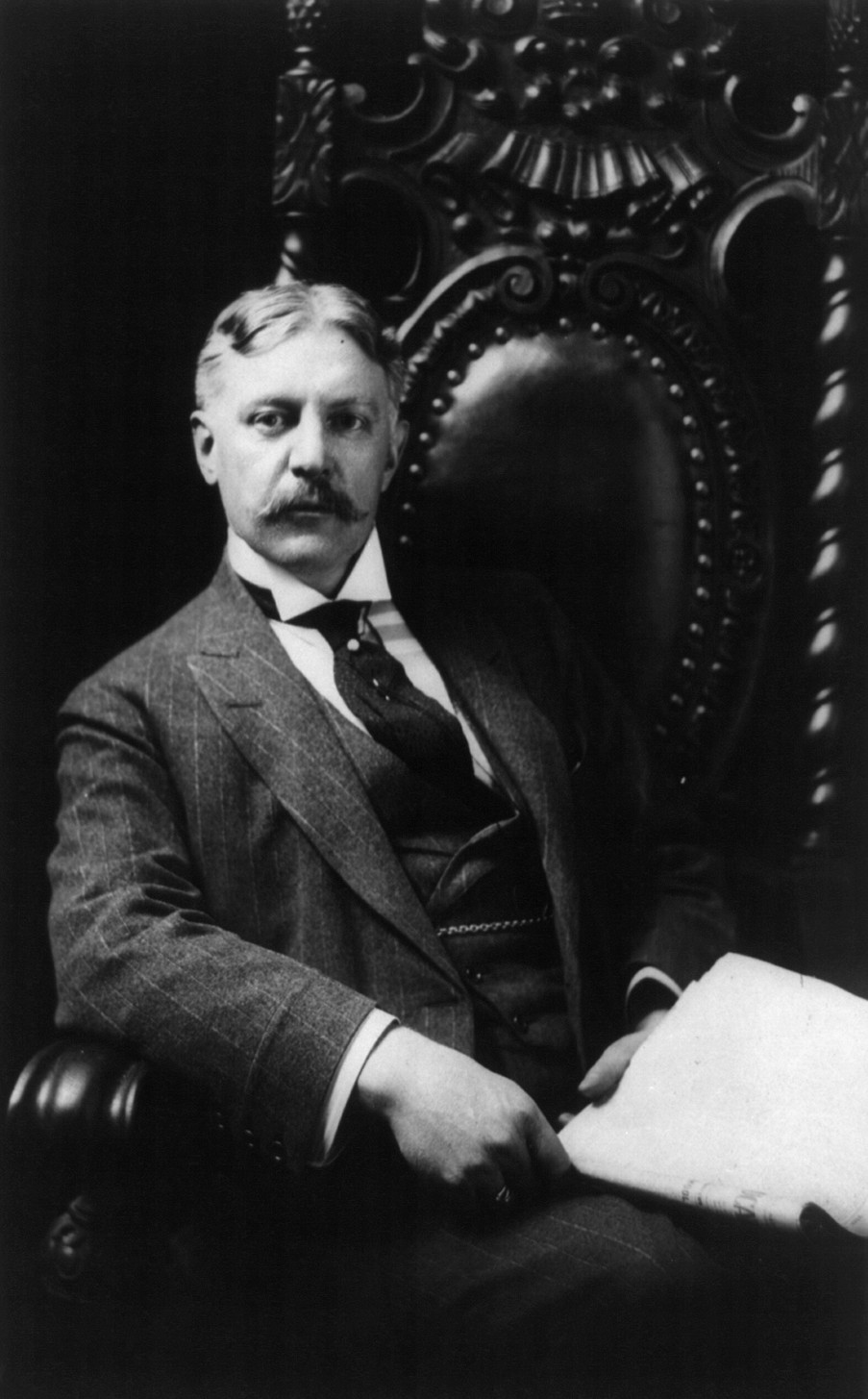
Reginald De Koven, 1904

Henry Louis Reginald De Koven (* 3. April 1859 in Middletown/Connecticut; † 16. Januar 1920 in Chicago) war ein US-amerikanischer Komponist.

## Leben
De Koven kam als Kind mit seinen Eltern nach England und besuchte bis 1879 das  St. John’s College in Oxford. Danach studierte er Klavier, Harmonie- und Kompositionslehre an den Konservatorien Stuttgart, Frankfurt am Main, Wien und Gesang in Florenz. Nach seiner Rückkehr in die USA arbeitete er in Chicago für eine Maklerfirma und eröffnete dann einen finanziell erfolgreichen Laden. Er schrieb Musikkritiken für Harper’s Weekly und New York World und debütierte 1887 als Komponist mit der Operette The Begum. Bis 1920 entstanden 19 weitere Operetten überwiegend nach Libretti von Harry B. Smith. Am Ende seiner kompositorischen Laufbahn standen die Opern  The Canterbury Pilgrims (1917) und Rip Van Winkle (1920).
Sein erfolgreichstes Werk war die Operette Robin Hood (1890), die mehr als dreitausend Aufführungen erlebte. Der Oh, Promise Me erlangte große Popularität und wurde in den kirchenmusikalischen Gebrauch übernommen. Neben diesen Bühnenwerke komponierte De Koven auch Klaviermusik und andere klassische Werke. Er war zudem der Gründer und erste Dirigent des Washington DC Symphony Orchestra.
1898 wurde er in die American Academy of Arts and Letters gewählt.

## Werke
- The Begum (Libretto: Harry B. Smith), Operette, 1887
- Don Quixote (Libretto: Harry B. Smith), Operette, 889
- Robin Hood (Libretto: Harry B. Smith), Operette, 1890
- The Fencing Master (Libretto: Harry B. Smith), Operette, 1892
- The Algerian (Libretto: Harry B. Smith), Operette, 1893
- The Knickerbockers (Libretto: Harry B. Smith), Operette, 1893
- Rob Roy (Libretto: Harry B. Smith), Operette, 1894
- The Tzigane (Libretto: Harry B. Smith), Operette, 1895
- The Mandarin (Harry Bache Smith), Operette, 1896
- The Paris Doll (Libretto: Harry B. Smith), Operette, 1897
- The Highwayman (Libretto: Harry B. Smith), Operette, 1897
- The Three Dragoons (Libretto: Harry B. Smith), Operette, 1899
- Maid Marian (Libretto: Harry B. Smith), Operette, 1900
- Red Feather (Libretto: Charles Klein), Operette, 1903
- Happyland (Libretto: Frederic Rancken), Operette, 1905
- The Student King (Libretto: Frederic Rancken), Operette, 1906
- The Golden Butterfly (Libretto: Harry B. Smith), Operette, 1907
- The Beauty Spot (Libretto: Joseph W. Herbert), Operette, 1909
- The Wedding Trip (Libretto: Harry B. Smith), Operette, 1911
- Her Little Highness (Libretto: Harry B. Smith), Operette, 1913
- The Canterbury Pilgrims (Libretto: Percy MacKaye), Oper, 1917
- Rip Van Winkle (Libretto: Percy Mackaye), Oper, 1920